# Caballo de Ferganá

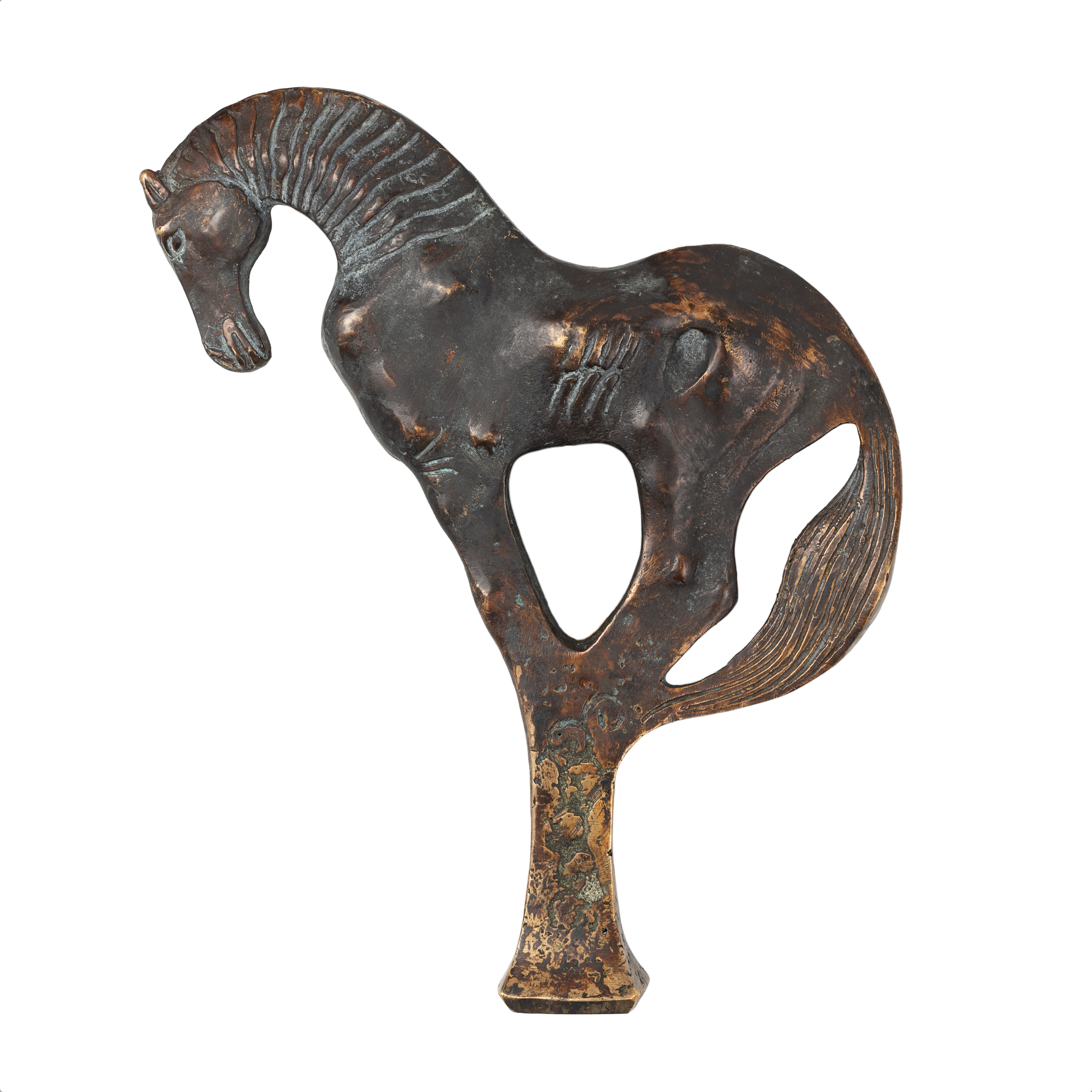
El remate ceremonial de bronce dorado, conocido como el Caballo de Fergana, data del -: un símbolo en forma de V de velocidad y victoria.

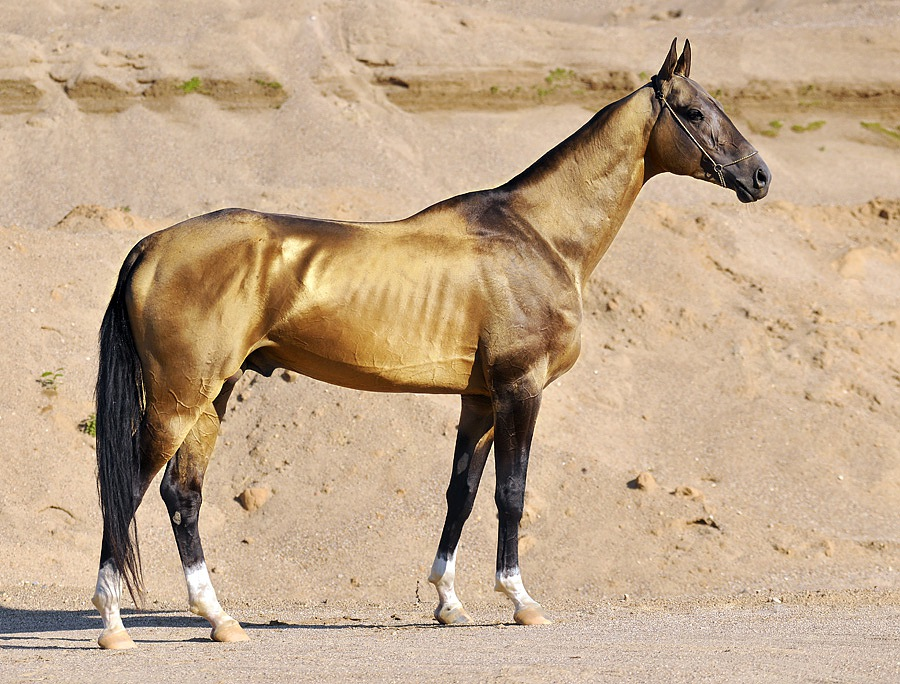
Dagat-Geli

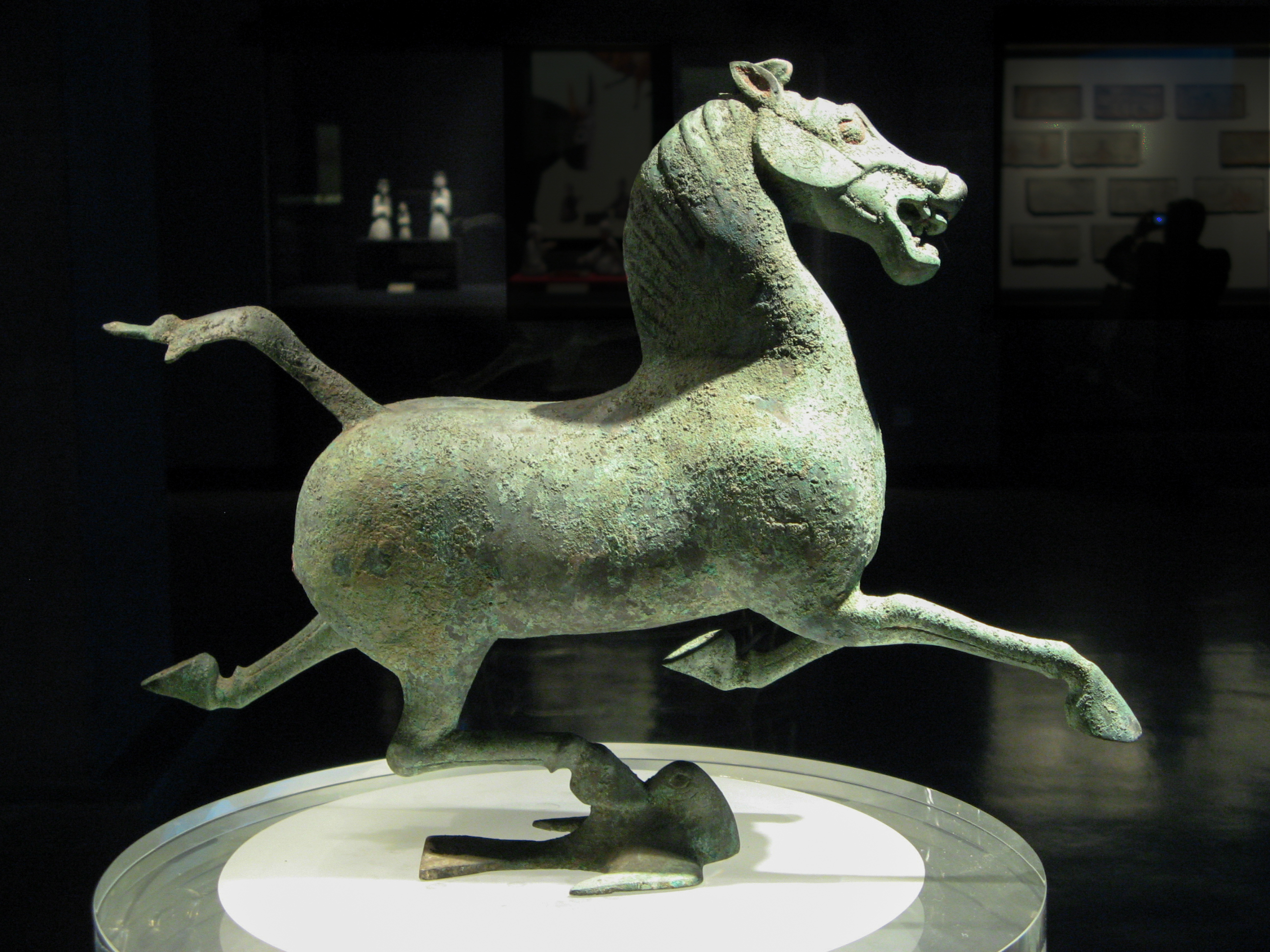
El Caballo volador de Gansu, estatua de bronce expuesta en el Museo provincial de Gansu, China.

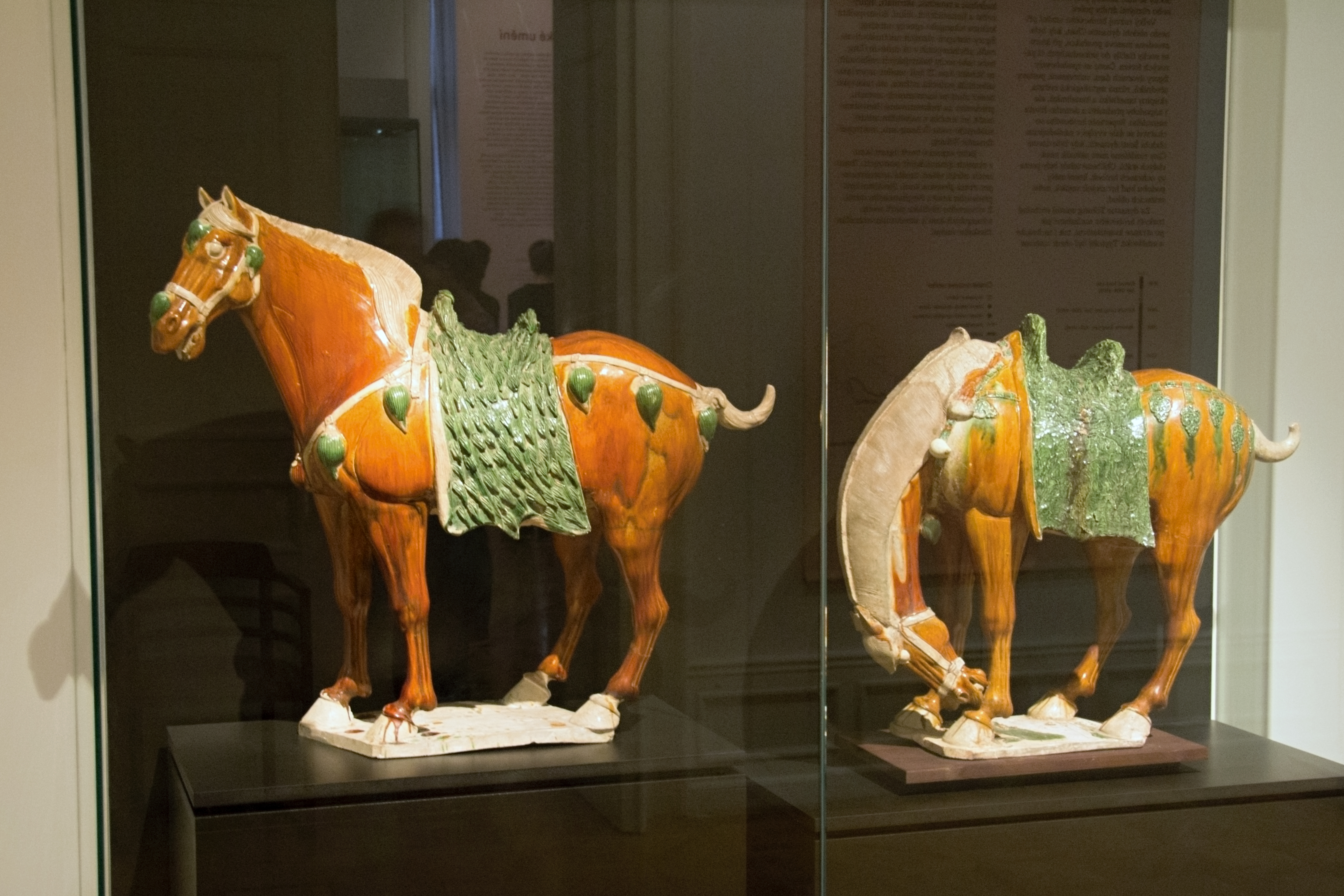
Dos sancai, figuras funerarias de la dinastía Tang del siglo, expuestos en el Museo Nacional de Praga, República Checa.

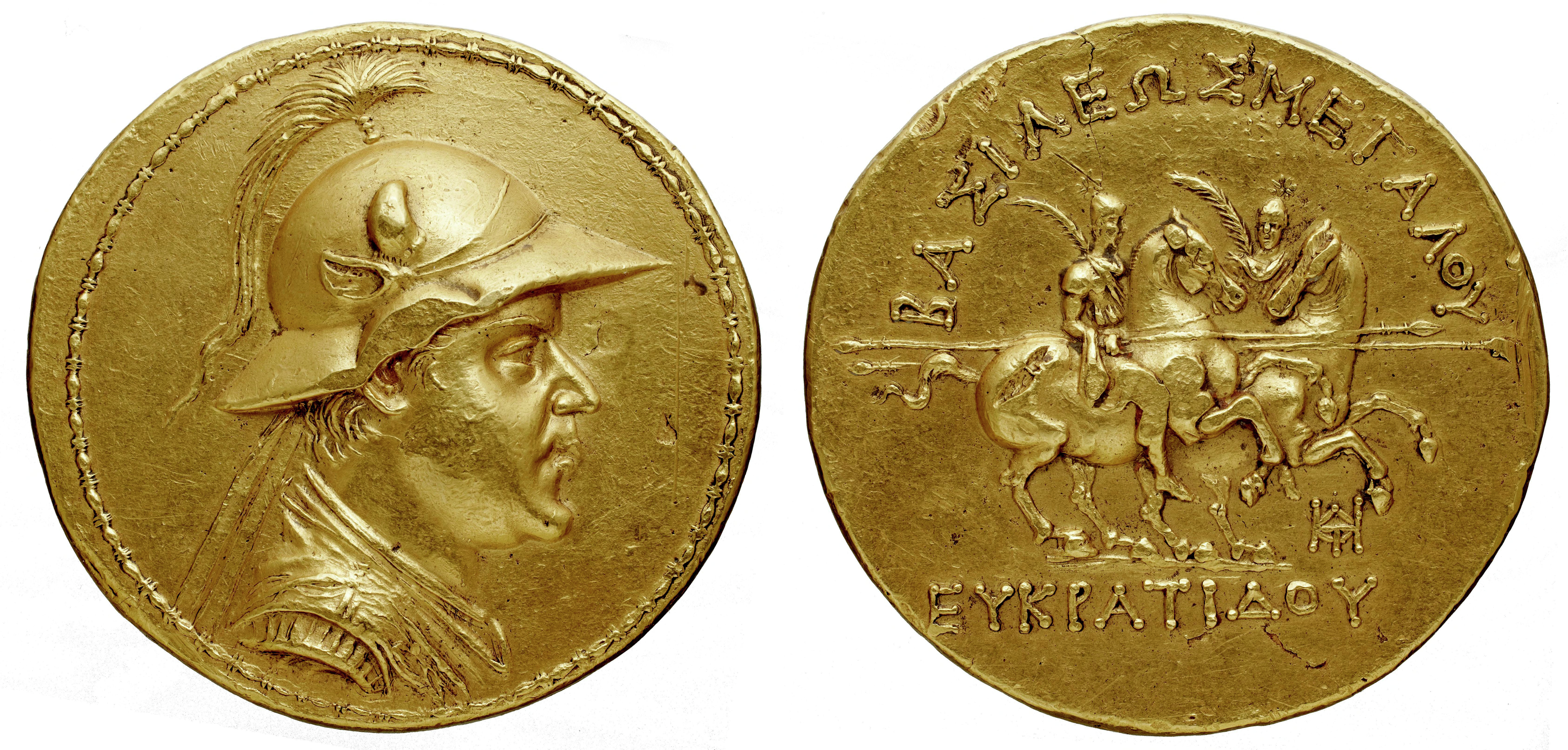
Moneda con la cara Eucrátides I de Bactria y los Dioscuros a caballo.

Los caballos de Ferganá (en chino tradicional, 大宛馬 / 宛馬; pinyin, dàyuānmǎ / yuānmǎ; Wade-Giles, ta-yüan-ma / yüan-ma) fueron una de las primeras importaciones importantes de China, originarias de Asia Central. Estos caballos, tal y como aparecen representados en las figuras funerarias de la dinastía Tang, pueden «parecerse a los animales de la medalla de oro de Eucrátides, rey de Bactriana (Biblioteca Nacional de París)».La representación más llamativa y confiable del caballo de Ferganá es el pomo escita, ya que los escitas criaban estos caballos y los vendían en el valle de Ferganá. El remate ceremonial de bronce dorado, llamado Caballo de Ferganá, data del siglo IV-I a. C.: un símbolo en forma de V que representa la velocidad y la victoria.

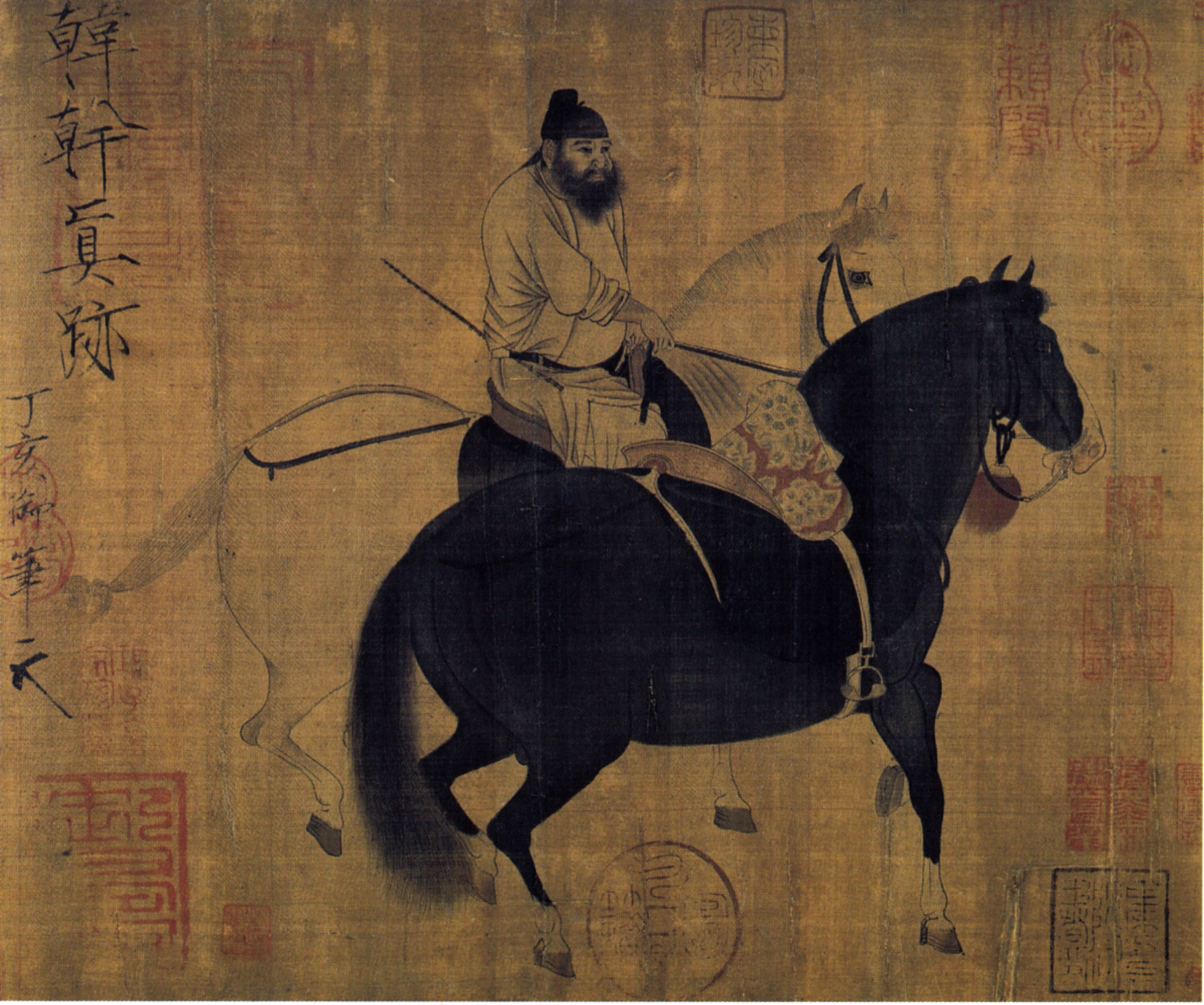
韓幹畫馬

El caballo de Ferganá también se conoce como «caballo celestial» en China o caballo niseano en Occidente.

## Historia
El emperador Wudi de la dinastía Han envió una gran expedición militar a Dayuan (valle de Ferganá) en el año 104 a. C. para llevarse un número suficiente de «caballos celestiales». Los Han sufrieron una derrota militar y regresaron a casa con las manos vacías.
En el 102 a. C., los chinos reunieron un ejército de más de 60.000 hombres y 30.000 caballos para hacerse nuevamente con el control de los «caballos celestiales». El ejército chino arrasó con varias aldeas que mostraron resistencia, aunque sufriendo bastantes bajas por el camino. La ciudad de Ferganá fue sitiada y sus habitantes amenazaron con sacrificar todos los caballos, pero finalmente se llegó a un acuerdo y el ejército chino recibió la mejor selección de caballos y alimentos disponibles. Se adquirieron unos 30 «caballos celestiales» y 3.000 caballos de calidad media o inferior. El sinólogo y orientalista británico Arthur Waley, en su artículo Los caballos celestiales de Ferganá (The Heavenly Horses of Ferghana), hace una importante distinción entre los dos tipos de caballos que buscaba el emperador Wu: unos pocos caballos divinos para satisfacer sus necesidades espirituales y las demás monturas, mucho más robustas y necesarias para reponer y aumentar continuamente su caballería.
Las estatuas y pinturas chinas, así como las monedas bactrianas, indican que estos caballos podían tener patas proporcionalmente cortas, poderosas crestas y cañones redondos. Las patas delanteras de las representaciones chinas son muy rectas, parecidas a las patas del caballo Guoxia de la China actual. Según la tradición estos caballos sudaban sangre, aunque las investigaciones modernas afirman que los parásitos chupadores de sangre hacían que el sudor se mezclara con la sangre cuando se trabajaba con los caballos.
Tras instalar a un nuevo rey títere, los Han partieron con 3.000 caballos, aunque sólo quedaban 1.000 cuando llegaron a China en 101 a. C. Los ferganos también acordaron enviar dos caballos celestiales cada año al emperador y se llevaron a China semillas de alfalfa que proporcionaron pastos superiores para criar caballos de esta raza en China, con el fin de proporcionar caballería que pudiera hacer frente a los guerreros xiongnu que amenazaban China.
La estatuilla de bronce de la dinastía Han llamada El Caballo volador de Gansu es probablemente una representación de esta raza.

## China medieval
Los Ferganá fueron populares en China durante aproximadamente los siguientes 1.000 años, hasta que la demanda cayó y se comenzó a emplear las razas locales, más grandes y fuertes. Los caballos de Ferganá se caracterizaban por su velocidad y resistencia, pero eran más pequeños y delgados que las otras razas locales chinas. Se considera que el caballo de Ferganá es equivalente al caballo niseano o al turcomano, ambos extintos. Se cree que el caballo Akhal-Teke desciende del caballo Ferganá original.